# 城東站 (日本)
城東站（日语：／ Jōtō eki */?）是位於群馬縣前橋市城東町四丁目23番1號，上毛電氣鐵道的上毛線車站。

## 歷史
- 1928年（昭和3年）11月10日 - 一毛町站（日语：／）啟用[1]。
- 1994年（平成6年）4月10日 -車站改名為城東站。

## 車站構造
此站是地面車站，設有1面1線的單式月台。此站是無人車站。此站沒有車站大樓，月台上設有單車停泊場。

## 使用狀況
以下為近年1日平均上下車人次變化。
| 上下車人次變化 | 上下車人次變化 |
| 年度           | 1日平均人次    |
| -------------- | -------------- |
| 2011年         | 135            |
| 2012年         | 137            |
| 2013年         | 145            |
| 2014年         | 113            |
| 2015年         | 101            |
| 2016年         | 115            |
| 2017年         | 138            |

## 車站周邊
- Maniha食品（日语：マニハ食品）
- 前橋兒童公園
  - 前橋市兒童文化中心
- 群馬縣立勢多農林高等學校（日语：群馬県立勢多農林高等学校）
- 前橋民主商工會（日语：民主商工会）
- 前橋紅十字醫院（日语：前橋赤十字病院）

## 巴士路線
| 乘車處 | 系統           | 主要途經                             | 目的地 | 巴士公司 | 備註 |
| ------ | -------------- | ------------------------------------ | ------ | -------- | ---- |
|        | 東循環（左回） | 中央前橋站、本町                     | 前橋站 | My巴士   |      |
|        | 東循環（右回） | 日赤入口、協立醫院前、櫸樹Walk前橋東 | 前橋站 | My巴士   |      |

## 相鄰車站
上毛電氣鐵道
上毛線
中央前橋－城東－三俁

## 注腳
1. ↑  「地方鉄道運輸開始」『官報』1928年11月19日（國立國會圖書館數碼化收藏）
2. ↑  國土數値情報(不是車站的上下車人次數據)  - 統計情報研究，2020年8月28日參閲

## 外部連結
- 上毛電氣鐵道　沿線資訊 （页面存档备份，存于）（日語）